# Ирен Жолио-Кюри
Ирен Жолио-Кюри (на френски: Irène Joliot-Curie) е френска химичка, физичка и политик, носителка на Нобелова награда за химия през 1935 г. за откритието на изкуствената радиация. През 1934 г. тя и съпругът ѝ Фредерик Жолио-Кюри откриват изкуствената и позитронната радиоактивност, за което заедно са отличени с Нобелова награда за химия. В резултат на това семейство Кюри има най-много Нобелови лауреати за времето си и се радва на голям престиж. И двете деца на семейство Жолио-Кюри също стават учени. Дъщеря им Елен Ланжван-Жолио, е ядрен физик и професор в Парижкият университет, а синът ѝ Пиер Жолио е биохимик в Националния център за научна дейност. Сестра е на писателката Ев Кюри и племеница на физика Жак Кюри.
Ирен Жолио-Кюри е атеистка и социалистка. През 1936 г. тя става държавен помощник-секретар на Франция по времето на Народния фронт. 

## Биография

### Ранни години и образование
Ирен Жолио-Кюри е дъщеря на известните физици и химици Мария Сколдовска-Кюри и Пиер Кюри. Родена е на 12 септември 1897 година в Париж, Франция. След година нормално обучение, което започва когато е на 10 години, родителите ѝ забелязват математическия ѝ талант и решават, че академичните умения на Ирен имат нужда от по-предизвикателна среда. Мари обединява сили с голям брой най-видни френски учени, включително бележития френски физик Пол Ланжвен, за да създадат учителски екип, наречен „Кооператива“. Всеки негов член допринася за образованието на децата на своите колеги, обучавайки ги в домовете им. Учебната му програма е разнообразна и включва не само теория на науката и изследователска дейност, но и разнообразни занятия като китайски език и скулптура със силно наблягане на себеизразяването и играта. Това продължава две години, после Ирен Кюри влиза отново в по-общоприета учебна среда в частната гимназия „Севине“ (Collège Sévigné) в Централен Париж от 1912 до 1914 г. и след това – в научния факултет в Сорбоната, за да допълни своята бакалавърска степен. Следването ѝ в Научния факултет бива прекъснато от Първата световна война.

### Първа световна война
Около избухването на Първата световна война, Ирен Кюри, тогава на 17 години, първоначално е отведена в провинцията. Вече на 18 години, тя успява да се върне при майка си Мари, която управлява двадесетте мобилни полеви болници (лазарети), които сама основава. Те са оборудвани с примитивно рентгеново оборудване (рентгенографи), възможно по това време благодарение на радио-химичната научна дейност на семейство Кюри. Тази технология улеснява неимоверно лекарите в определяне местоположението на шрапнели в телата на ранени войници, но поради недостатъците на технологията, работещите като медицински сестри Мари и Ирен Кюри, изложени на йонизираща радиация в особено големи количества, заболяват и впоследствие развиват поради тази причина и други свързани с радиацията тежки заболявания, като последица на натрупаната радиация по време на професионалните им години, от което и умират.
След войната (т.е. най-рано през 1918 г.), Ирен Кюри се връща в Париж, за да следва в Института за радия (дн. „Институт Кюри“), създаден от родителите ѝ. Той е завършен през 1914, но остава празен по време на войната. Докторската ѝ теза е за алфа лъчите на полония, елемент открит от родителите ѝ, заедно с радия, и назован на родината на Мари – Полша. Кюри получава докторска научна степен през 1925 г.

### Научно изследване
С наближаването на края на докторантурата си през 1924 г., Ирен е помолена да преподава прецизни лабораторни техники, нужни за радиохимичната изследователска дейност на младия химичен инженер Фредерик Жолио, за когото по-късно се омъжва през 1926 г. След брака им той променя фамилията си и двамата споделят общата фамилия Жолио-Кюри. Единадесет месеца по-късно, се ражда дъщеря им Елен (впоследствие и тя става виден физик), а техният син, Пиер (прочул се като биолог), се ражда през 1932 г.
От 1928 г. двамата обединяват научните си интереси в изучаването на атомното ядро. Въпреки че експериментите им установяват съществуването на позитрони и неутрони, те не успяват да обяснят значението на резултатите и по-късно откритията им са приписани съответно на Карл Дейвид Андерсън и Джеймс Чадуик. Съизмерими с откритието на електрона през 1897 г. от Дж. Дж. Томпсън, комбинирани с него тези открития най-накрая изместват теорията на Джон Далтон, че атомите са твърди сферични елементарни частици. През 1934 г. семейство Жолио-Кюри прави откритието, което им осигурява място в историята на науката. Изградено върху и продължено от работата на Мари и Пиер, които изолират естествено срещащи се радиоактивни елементи, сем. Жолио-Кюри постига едновремешната цел на алхимията – променя един химичен елемент в друг, създавайки радиоактивен азот от бор и след това радиоактивни изотопи на фосфор от алуминий и силиций от магнезий. Например, излагайки на радиация главният естествен и стабилен изотоп от алуминий с алфа-частици (т.е. хелиево ядро) води до нестабилен изотоп на фосфора:
По това време приложението на радиоактивни материали в медицината набира сила и това откритие води до възможност за бързо създаване на радиоактивни материали, по-евтино и в изобилие. Нобеловата награда за химия през 1935 г. донася със себе си слава и признание от научното общество и Ирен Жолио-Кюри е наградена с професорско място в Научния факултет. Групата на Ирен ръководи изследване в ядрото на радия, което поражда у отделна група немски физици, ръководени от Ото Хан, Лиза Майтнер и Фриц Щрасман, стремеж да открият ядрено делене и начин за разцепването въобще на атома и в резултат – добив на огромни количества отделена енергия. Първоначално Лиза Мейтнер започва прочутите си изчисления, за да покаже, че резултатите на Ирен са грешни, но всъщност доказва, че разцепването на атома е възможно.

### Политическа дейност
Междувременно семейство Жолио-Кюри все повече осъзнава опасността от засилващото се фашистко движение. Те се противопоставят на идеите му и се присъединяват към Социалистическата партия през 1934 г., а през 1935 г. – и към Comité de vigilance des intellectuels antifascistes (Бдителен комитет на антифашистките интелектуалци). През 1936 г. активно подкрепят републиканците в Испанската гражданска война. Същата година, Жолио-Кюри е избрана за държавен помощник-секретар в научни изследвания от френското правителство. В това си качество помага за основаването на Centre National de la Recherche Scientifique (Национален център за научноизследователска дейност).
Сем. Жолио-Кюри продължават политиката на Пиер и Мари да публикуват цялата си работа в полза на световното научно общество, но я прекратяват поради опасения от употребата на знанията за военни цели. На 30 октомври 1939 г. поставят цялата си документация за разбиването на атома в сейфовете на Френската академия на науките, където се съхраняват до 1949 г. Самата Втора световна война Ирен прекарва главно в Швейцария.
Политическата кариера на Ирен Жолио-Кюри продължава след войната и тя става комисар в Commissariat à l'énergie atomique (Комисариат по атомна енергия) през 1945 г. и е един от шестте комисари в този нов комисариат създаден от Шарл дьо Гол и временното правителство на Република Франция (GPRF, от 3 юни 1944 до 27 октомври 1946). Въпреки това, тя все още намира време за научна дейност и през 1946 г. става директор в института основан от майка ѝ – Institut du Radium (Институтът за радий). Тя активно се заема с промотиране на образование и за жените, служи в Национален комитет на Съюза на френските жени (Comité National de l'Union des Femmes Françaises) и в Световния съвет на мира. Сем. Жолио-Кюри биват удостоени с членство във френския Почетен легион (Légion d'honneur), Ирен като офицер, а Фредерик – като комисар, признавайки неговата предишна работа за Съпротивата.

### Смърт
През Втората световна война Жолио-Кюри се заразява с туберкулоза и е принудена да прекара няколко години възстановявайки се в Швейцария. Тревогите за собственото си здраве, в комбинация с мъката от раздялата със съпруга и децата си в Окупирана Франция са тежки за понасяне и тя прави няколко опасни посещения обратно във Франция, изтърпявайки поне два пъти задържане от немската войска на швейцарската граница. Най-накрая през 1944 г. Жолио-Кюри преценява, че е твърде опасно за семейството ѝ да остане във Франция и взема децата си в Швейцария.
Обаче най-вече годините работа в непрестанна близост до особено вредни материали в крайна сметка се отразяват на Ирен Жолио-Кюри смъртоносно. Тя е изложена например по непредпазливост на въздействието на полоний, когато запечатана капсула с елемента експлодира на лабораторната ѝ маса през 1946 г. Поставена ѝ е диагноза левкемия. Лечение с антибиотици и серия операции временно успяват да облекчат мъките ѝ, но състоянието ѝ продължава да се влошава. Въпреки това, тя продължава да работи и през 1955 г. прави чертежи за нови лаборатории по физика в Университета в Орси, южно от Париж. Умира на 17 март 1956 г. Тази година, след последен възстановителен период във Френските Алпи, тя е настанена в болница „Кюри“ в Париж, където издъхва на 58-годишна възраст от левкемия причинена от излагането на радиация от полоний и облъчване от рентгеновите лъчи; облъчването става причина и за кончината на майка ѝ.

## Почетни награди
- Нобелова награда за химия през 1935 г. за откритието на изкуствена радиоактивност, съвместно с Фредерик Жолио-Кюри.
- Златен медал на Бърнард Колидж, Ню Йорк за заслуги към науката през 1940 г. с Фредерик Жолио-Кюри.
- Офицер на Почетния легион.
- Чуждестранен член на Академията на науките на СССР (1947), Берлинската академия на науките (1950) и др.